# 神娃之伊莎莉亞戰記
《神娃之伊莎莉亞戰記》（英語：She-Ra and the Princesses of Power）是由ND·史蒂文森開發並由夢工廠制作的美式卡通連續劇。由Netflix發展，劇集描述了一名能化為神娃的少女阿多拉帶領一群其他魔法公主反抗邪惡的千面魔和他的千面族。 
該系列第一季於2018年11月13日作為Netflix原創節目首播。它的第五季於2020年5月15日發布。
《神娃之伊莎莉亞戰記》獲得了一致好評，尤其是其多元化的演員陣容以及神娃和她最好的朋友兼大敵豹女之間的複雜關係。2019年，該節目被提名為GLAAD媒體獎傑出兒童和家庭節目以及在第46屆日間艾美獎的日間時段艾美獎。2021年，該劇獲得了GLAAD媒體傑出兒童和家庭節目獎。
該劇從2018年11月13日到2020年5月15日在Netflix上播出，合共5季52集。在廣播節目編排上，該節目之前在英國的CBBC上播出，然後於2023年1月30日轉移到Pop頻道。該劇亦在全球各地的迪士尼頻道和夢工廠頻道播出。

## 故事概要
《神娃之伊莎莉亞戰記》以伊莎莉亞(英語：Etheria)星球為背景，講述了被撫養成為千面族士兵的孤兒阿多拉和豹女的故事。他們是千面魔領導的邪惡軍隊的一部分，千面魔是一位夢想征服地球的暴君。有一天，阿多拉在樹林裡迷路後發現了一把魔法劍，這把她變成了傳說中的力量公主神娃。在得知千面族實際上是邪惡的並且一直給伊莎莉亞及其居民帶來痛苦後，阿多拉決定加入反抗軍對抗部落。她幫助重建公主聯盟，一個由其他魔法公主統治的聯盟。阿多拉對反抗軍的新忠誠，使她與她以前最好的朋友豹女展開了對抗，豹女因阿多拉的背叛和遺棄感扭曲了她的個人野心，並導致她成為阿多拉的死敵。故事的大部分內容都圍繞著他們的衝突。
在第一季中，阿多拉幫助重組了公主聯盟，成功保衛了反抗軍據點明月王國，抵禦了部落的進攻。與此同時，豹女晉升為千面魔的第二把手。
在第二季和第三季中，千面魔試圖建立一個跨維度傳送門，這將使他能夠聯繫他的創造者－星際軍閥千面魔王。儘管它有撕裂星球的危險，豹女開啟了傳送門，反抗軍領袖安琪拉女王犧牲自己來阻止危機。
在第四季中，當阿多拉得知她的劍是伊莎莉亞古代超級武器的鑰匙時，阿多拉和她的朋友光明仙子（安琪拉的女兒，明月王國的新女王）之間發生了摩擦。為了防止武器激活，阿多拉毀掉了她的劍，失去了她的神娃力量，但在此之前伊莎莉亞被拉過傳送門，變得容易受到千面魔王艦隊的攻擊。
第五季也是最後一季講述了阿多拉將伊莎莉亞從千面魔王(英語：Horde Prime)統治下解放出來的旅程。阿多拉從部落至尊手中救出了改邪歸正的豹女和光明仙子，並在此過程中發現了她與生俱來的神娃力量，但與此同時，部落至尊用他的精神控制能力征服了以太的大部分地區。公主們和豹女齊心協力，癱瘓了部落至尊的蜂巢思維，阻止他使用伊莎莉亞的古老超級武器。最終，正是阿多拉和豹女對彼此的愛，使得神娃摧毀了武器和部落至尊，並將宇宙從他的暴政統治下拯救出來。

## 角色與配音
以下角色中文譯名以NETFLIX中文(繁體)字幕版為主。
| 角色                    | 角色簡介                                       | 配音人員            | 配音人員 | 配音人員 |
| 角色                    | 角色簡介                                       | 美國                | 台灣     | 香港     |
| ----------------------- | ---------------------------------------------- | ------------------- | -------- | -------- |
| 阿多拉 Adora            | 神娃目前的頭銜人，後與豹女成為情侶。           | 艾梅·卡莉羅         | 陳貞伃   | 顧詠雪   |
| 豹女 Catra              | 阿多拉的好友化敵人，後與其和好並成為情侶       | AJ·蜜雪卡           | 連思宇   | 莊巧兒   |
| 光明仙子 Glimmer        | 明月王國公主                                   | 福原凱倫            | 穆宣名   | 梁倩蘅   |
| 神弓 Bow                | 年輕射手，光明仙子最好的朋友                   | 馬庫斯·史克里布納   | 鈕凱暘   | 蔡忠衛   |
| 安琪拉 Angella          | 明月王國女王，光明仙子的母親                   | 瑞絲瑪·謝蒂         | 連思宇   | 林芷筠   |
| 織影女巫Shadow Weaver   | 千面族的二把手                                 | 洛琳·圖森           | 張乃文   | 陳安瑩   |
| 蠍女 Scorpia            | 擁有帶刺的蝎子尾巴和鋒利的鉗子的千面族女執法者 | 勞倫·艾許           | 楊詩穎   | 簡森     |
| 特帕拉 Entrapta         | 千面族科學家                                   | 克里斯汀·伍茲       | 楊詩穎   | 林芷筠   |
| 百芬芳 Perfuma          | 普盧梅里亞王國公主                             | 珍妮西斯·羅德里格茲 | 楊詩穎   | 成樂怡   |
| 人魚姬 Mermista         | 薩利納斯公主                                   | 薇拉·拉佛           | 張乃文   | 簡森     |
| 海鷹 Sea Hawk           | 海盗，與人魚姬有斷斷續續的情侶關係             | 喬丹·費雪           | 梁興昌   | 譚漢華   |
| 冰霜女 Frosta           | 冰雪王國公主                                   | 梅里特·雷頓         | 張乃文   | 成樂怡   |
| 千面魔 Hordak           | 千面族首領                                     | 克斯頓·約翰         | 梁興昌   | 黃志明   |
| 卡莎塔貝拉 Castaspella  | 密斯塔科爾女王，光明仙子的姑姑及麥卡的妹妹     | 吳珊卓              | 連思宇   |          |
| 娜杜莎 Netossa          | 反抗軍的一員，斯彼娜拉的妻子                   | 克荊絲朵·喬伊·布朗  | 張乃文   |          |
| 斯彼娜拉 Spinnerella    | 反抗軍的一員，娜杜莎的妻子                     | ND·史蒂文森         | 楊詩穎   |          |
| 凌雲飛馬 Swift Wind     | 阿多拉會說話的駿馬                             | 亞當·雷             | 梁興昌   | 潘昀雋   |
| 聶塔拉 Huntara          | 緋紅廢墟其中一個領袖                           | 吉娜·戴維斯         | 張乃文   | 簡森     |
| 羅妮 Lonnie             | 與阿多拉及豹女同期的千面族學員領袖             | 黛娜·戴維斯         | 楊詩穎   | 梁穎婷   |
| 凱爾 Kyle               | 與阿多拉及豹女同期的千面族學員                 | 安東尼·德里奧       | 梁興昌   | 潘昀雋   |
| 麥卡 Micah              | 明月王國前國王，光明仙子的父親                 | 金大賢              | 鈕凱暘   | 譚漢華   |
| 雙重麻煩 Double Trouble | 變形者，反抗軍及千面族的雙重間諜               | 雅各·托比亞         | 鈕凱暘   |          |

## 製作

### 發展
該系列的開發和製作於2016年4月同時開始。它於2017年4月12日宣佈發行。節目統籌ND·史蒂文森最初向Netflix交出作品提稿，但在2018年11月，他解釋說，“我們現在有四個13集故事階段的劇集”。 除了一些計算機動畫的“複雜機器”，《神娃》使用傳統動畫創建。 動畫由韓國動畫公司Ne4u提供。

### 主題
連續劇《神娃》重啟版的第一季重點是建立角色及其關係，以便為未來的劇集做好準備，最初是通過“本週任務”情節來吸引阿多拉和她的核心演員－好友光明仙子和神弓王子招募公主參加反抗軍。雖然原系列的核心前提和角色以及許多矯揉造作的內容 (例如阿多拉的變身口頭禪“為了骷髏堡的榮耀！”)被保留下來，重啟版與1980年代系列的不同之處在於：它幾乎全是女性演員。這些角色在外表和性格特徵上都故意多樣化。例如，某些角色的範圍從善良到“邪惡但可以理解”、“完全不道德”或“十足的嬉皮士”。太空超人在原版中是神娃的兄弟，並“喚醒了她的命運”，在重啟中沒有出現，目的是讓神娃成為自己的英雄。
史蒂文森表示，該劇的主題核心是人物之間的關係，從“睜大眼睛的愛”到“令人心碎的嫉妒、戀愛和迷戀”。評論家特別強調了反英雄豹女令人信服的描繪以及她與阿多拉複雜的“亦敵亦友”關係，The Verge稱其為“自《降世神通：最後的氣宗》的祖寇以來最好的動畫反英雄故事”。此外，該系列還涉及虐待關係和克服創傷、偏見、孤立主義（最初以公主為例）、殖民、帝國主義和種族滅絕（千面魔發動星球規模戰爭的結果）等主題。影片重點關注擺脫社會政治灌輸的鬥爭，主要通過阿多拉、千面魔和希望之光的故事進行探索。該系列還強調無論自己的力量或情況如何，都必須採取行動；它把魔法描繪成容易犯錯的，並且取決於其使用者的技能和決心——阿多拉的力量尤其與她對朋友的愛直接相關。儘管如此，阿多拉的主要內部衝突源於她被告知必須壓抑自己的個人慾望才能成為伊莎莉亞所需的英雄。最後，第五季中的千面魔天政權包含了讓人想起基督教基要主義的元素，史蒂文森指出這並不是對宗教本身的批評，而是在極端主義、類似邪教的組織中看到的那種領導力。
2020年6月，史蒂文森表示豹女是一位有色人種女性，說他在設計她時討論了她“是一個棕色拉丁裔”，儘管這並沒有“明確地、從文本上出現在節目中”，史蒂文森也表達了粉絲將豹女解釋為代表波斯人的熱情。

#### 靈感
史蒂文森引用《史帝芬宇宙》作為為《神娃》鋪平道路的系列，他說他早期關於《神娃》中酷兒關係和角色的對話之所以成為可能，是因為《史帝芬宇宙》。在另一次採訪中，他暗示了《史蒂芬宇宙》對該劇的影響。他指出，劇組希望將《神力女超人》中的豹女的粉紅獅子克勞丁引入到他的系列中，但決定不這樣做，因為它的設計與《史蒂文宇宙》裏的獅子“幾乎相同”。結果，他選擇Melog作為豹女的“動物輔助治療”。史蒂文森還注意到在兒童動畫中具有LGBTQ+刻畫的重要性，說以前已顯示了神娃的“酷兒刻畫範圍”。
該劇還受到20世紀70年代和80年代科幻小說的影響，向原版《神力女超人》致敬，和《龍與地下城》。史蒂文森稱這部劇基本上是一場D&D戰役，其中阿多拉、光明仙子和神弓王子屬於“D&D中的特定類別”。"此外，史蒂文森和劇組人員都強烈地受動漫的影響，尤其是那些魔法少女。

#### LGBT刻畫
創作者在發行前表示該劇將提供LGBT代表。 Tor.com評論說，該劇“幾乎在各個方面都讀起來完全是酷兒”，許多角色在性別或性取向方面都被編碼為流動的，沒有一個明顯是異性戀。史蒂文森表示，當一名電視網高管詢問第一季結局高潮中的彩虹意味著什麼時，他回答說：“同性戀議程”。2021年3月，史蒂文森告訴《浮華世界》，早在節目的播出對於大多數酷兒關係“必須是合理的否認”，但一旦他得到“節目粉絲的積極、聲音支持”，他們發現了酷兒潛台詞並想要更多，這種情況就發生了變化。 這使得史蒂文森能夠向高管推銷這樣的想法：“兩位主角之間的酷兒關係將成為整部劇的高潮。”
阿多拉和豹女之間的關係從劇集一開始就充滿了浪漫的潛在張力，並在最後一集中以相互告白和在銀幕裏親吻結束。這一場景被認為是兒童媒體和LGBT代表史上的革命性時刻。 其他評論讚揚了阿多拉-豹女關係所體現的“酷兒浪漫”，並表示這種緩慢燃燒的浪漫是電視的開創性時刻。
該劇還以次要角色和配角之間的同性吸引和浪漫為特色。兩個女配角斯彼娜拉和娜杜莎之間的浪漫關係出現在第一季中，並在第五季的劇情中受到更多關注，證實兩人已婚，娜杜莎亦必須將她的妻子從惡棍的精神控制中解救出來。第二季介紹了一對同性家長，神弓王子的父親蘭斯和喬治。此外，劇集強烈暗示在該系列的大部分時間裡，豹女的左右手蠍女對豹女有感情，並進行“偽裝成支線任務”的偽約會。  蠍女也提到部落士兵凱爾迷戀他的同事，一個名叫Rogelio的人形蜥蜴人，ND·史蒂文森曾在Twitter上表示，他設想兩人建立一種多邊戀關係，其中包括他們的同夥羅妮。 
阿多拉的導師希望之光是一位女性人工智能，雖然通常缺乏情感，但對女人瑪拉有著真誠的感情。 2020年8月，史蒂文森在Twitter上表示，這些角色在該系列的背景故事中，希望之光和瑪拉相愛了。
除了酷兒浪漫關係外，該劇還展現了多元化的性別身份。第四季引入了雙重麻煩，一個使用“他們”代詞的非二元角色，由非二元演員兼作家雅各·托比亞 (英語：Jacob Tobia) 配音。角色設計師雷·蓋格 (英語：Ray Geiger)在Tumblr表示，第五季中由跨性別演員亞歷克斯·布魯·戴維斯 (英語：Alex Blue Davis)配音的角色“寶石星”是一名跨性別男性。蓋格還表示，他們打算讓阿多拉的盟友百芬芳被解讀為跨性別女性，儘管因為害怕被審查，節目中並未承認這一點。
2021年6月，史蒂文森告訴內幕公司，雖然該劇的工作人員中有“大量的跨性別者和非二元性別的工作人員”，但是一些人批評設定雙重麻煩為一個惡棍和一個“性別不一致與……外星人混為一談的非二元性別角色”的做法，讓他措手不及的是，他承認如果他知道這個觀點，“可能會做一些不同的事情”。他還表示，這次談話很重要，因為“它指出了我們想像力的極限”。托比亞還告訴該出版社，屏幕上的非二元角色刻畫需要反映非二元社群的多樣性，並在此過程中向觀眾做出聲明。

### 工作人員及演員陣容
該劇的劇集主管和創作者是ND·史蒂文森是一位漫畫家，因其榮獲艾斯納獎的漫畫《妮莫娜》和《女伐木工人們》而聞名。在該劇的開發和播出期間，他們使用了諾埃爾·史蒂文森 (英語：Noelle Stevenson)這個名字。主要配音演員包括由艾梅·卡莉羅飾演神娃、由AJ·蜜雪卡飾演豹女、由福原凱倫飾演光明仙子，以及由馬庫斯·史克里布納飾演神弓王子。瑪麗·伊麗莎白·麥格林作為配音總監。該劇的編劇室全部為女性，常規配音演員中只有一名男性。在格倫代爾的夢工廠動畫辦公室裏，大約有45人參與了《神娃》的製作工作。

### 設計
神娃的第一張設計圖片於2018年7月發布後，社交媒體上引發了爭議。  有網友認為她沒有那麼“美麗性感”，與原系列一樣性感或迷人，或者說她看起來像個男孩。其他用戶回應說，新劇集試圖避免將兒童節目色情化，並傳達了身體自愛。
約瑟夫·邁克爾·斯特拉日恩斯基，原系列的聯合創作者，評論說他的神娃被寫成“首先也是最重要的一個戰士”，並且“任何回顧[她]作為‘理想女性’的人 是通過青春期前的鏡頭來做到這一點的……興趣和一種可以理解的，像小鴨子一樣印在她身上。我明白。但這不是創作意圖。”愛好者藝術家 (主要是年輕女性)受到新設計批評者的啟發，希望提高新角色的形象和聲譽，她們用一系列藝術作品來慶祝女主角的新面貌，以回應神娃的重新設計和由此引發的爭議。

#### 角色設計
從視覺上看，再版“神娃”系列從動漫以及宮崎駿和Moebius的作品中汲取靈感。為了便於動畫和玩具製作，原系列的女主角都具有完全相同的尺寸和形狀，並且均為白人 (除了後來加入的娜杜莎)，而新系列的角色則有意在身形和種族上呈多元化。

### 音樂
該系列的主打歌是阿麗雅·露斯 (英語：Aaliyah Rose)的《戰士》。《華盛頓郵報》強調它是“主題曲/片頭曲如此出色，不容跳過，與“夜魔俠”、“王冠”和“毒梟”一樣精彩”。
配樂由蘇納·韋爾梅傑 (英語：Sunna Wehrmeijer)創作。她的目標是創造一種“當代80年代合成器聲音與管弦樂冒險相結合”，基於創作者希望呈現“宏大而史詩”但又“閃亮”的音樂。原聲專輯於2020年5月8日向公眾發行，其中包括AJ·蜜雪卡翻唱的主題曲。

## 播出與推廣

### 集數
| 季數 | 集数 | 集数 | 上線日期       | 上線日期       |
| ---- | ---- | ---- | -------------- | -------------- |
| 1    | 13   | 13   | 2018年11月13日 | 2018年11月13日 |
| 2    | 7    | 7    | 2019年4月26日  | 2019年4月26日  |
| 3    | 6    | 6    | 2019年8月2日   | 2019年8月2日   |
| 4    | 13   | 13   | 2019年11月5日  | 2019年11月5日  |
| 5    | 13   | 13   | 2020年5月15日  | 2020年5月15日  |

### 推廣
2018年9月發布的首部預告片展示了阿多拉轉變為神娃。更長的預告片於10月和2018年11月發布。2019年1月24日，該網絡宣布續訂該系列的第二季，該季於當年4月26日首播。第三季於2019年8月2日發布。第四季於2019年11月5日發布。第五季，也是最後一季，於2020年5月15日發布。
作為電視連續劇的新奇之處，該系列的網站以虛擬現實格式提供，旨在為用戶呈現一個虛擬的水晶城堡。

## 評價

### 評論回應
雖然Metacritic沒有給該系列加權平均數，但主流評論的所有六篇評論都打了80分或以上 (滿分100分)。
第一季廣受好評，評論眾合網站爛番茄基於24條評論，報告了100%的支持率，平均評分為7.66/10。該網站的評論一致認為：“在骷髏堡的恩惠下，[第一季]神娃之伊莎莉亞戰記擁有強大的視覺衝擊力，由於分層寫作和多維角色而更加震撼——對於經驗豐富的粉7絲來說是完美的表演”。一些人表示，該系列與《降世神通：最後的氣宗》、《史帝芬宇宙》和《美少女戰士》等劇集有很多共同點，其中包括“在性別和性取向方面流暢閱讀”的角色。Vox稱該系列是“電視上最具LGBTQ包容性和多樣性的節目”之一。
《娛樂週刊》的達倫·弗朗尼 (英語：Darren Franich)希將該系列描述為“一部有趣而美妙的流行奇幻動畫，就像迪斯科煙花一樣，對所有性別的孩子和任何想要為其哭泣的快樂事物的父母都很有趣”。弗朗尼希讚賞自我意識的幽默和“非常新奇”。弗朗尼希還注意到一些重複，偶爾是平淡的動畫和最終攤牌的可預測結果。他發現當代美國政治中的一些緊張局勢反映在該系列對重建“強大的自由主義思想家的聯盟在幾年前被一個可怕的無所不能的壞傢伙殘酷擊敗後陷入混亂”的描述。Collider稱該系列“視覺上令人興奮，情緒激動，而且出人意料地熱鬧”，並且是“年度最佳新節目之一”。IGN的大衛·格里芬 (英語：David Griffin)稱讚該系列成功重啟了該系列，但得出的結論是“阿多拉本可以花更多時間在部落中來幫助她的角色發展”。
《Hypable》讚揚了該系列的多樣性和一些核心角色之間的多面關係，但發現第一季的大部分情節“簡單化”，而且輪換的公主演員陣容也受到冷落。《華盛頓郵報》強調了“一流”的配音陣容，尤其是洛林·杜桑 (英語：Lorraine Toussaint)飾演的女術士織影女巫 (英語：Shadow Weaver)。The Verge評論該系列最大的問題是它“翻版了史帝芬宇宙和兩部降世神通動畫系列做得更好的領域”，有幾個角色和情節嚴重讓人聯想到這些早期動畫系列的元素，並批評了早期的動畫系列劇集的淺層情節。Tor.com的瑪雅·吉特曼 (英語：Maya Gittleman)表示，該劇不僅“酷兒奇幻原型”，而且“故意包容，[和]多樣化的演員陣容”，旨在突出“表達力量的不同方式”，並為“廣泛探索女性氣質。”吉特曼進一步爭辯說，該節目比她所知道的任何節目都更“超越性別二元論”，“Catradora實際上多年來一直是經典”，該節目關注的是一個“兩個酷兒女孩的愛可以拯救宇宙。”在評論的最後，她說她希望在未來幾年看到更多不同的“酷兒故事”。
第二季在爛番茄上基於13條評論，報告了85%的支持率，平均評分為7.84/10。該網站的評論一致認為"神娃之伊莎莉亞戰記繼續在第二季中以熱情洋溢的才華不斷壯大，這將吸引年輕的粉絲，同時提醒成年觀眾友誼和善良的美德"。
第三季在爛番茄上有基於9條評論，報告了100%的支持率，平均評分為8/10。
第四季在爛番茄上有基於11條評論，報告了100%的支持率，平均評分為8.58/10。
第五季，也是最後一季，基於13條評論，在爛番茄上的支持率為100%，平均評分為9/10。GLAAD的雷納·鹿和特表示該節目的中心是“兩個女人之間的關係”（阿多拉和豹女），她們之間的動態推動了整個系列，將節目與《追殺夏娃》進行比較，同時提起《降世神通：柯拉傳奇》、《探險活寶》和《史帝芬宇宙》等節目。網站The Mary Sue表示，該劇的最後一季強調了愛、同情和力量的信息，甚至強調寬恕，並允許那些希望被救贖的人有改變的空間，比如史蒂芬宇宙。《Paper Magazine》認為該節目傳遞著史蒂文宇宙的火炬，並表示該節目涉及各種主題，如身份、責任、“所選擇的家庭的重要性”以及自身為酷兒。福布斯讚揚了該系列的角色發展、情節、豹女的救贖故事線、特帕拉的出場時間、搞笑時刻、娜杜莎和斯彼娜拉之間的互動，以及對現有角色發展線的總結。影音俱樂部表示，該系列的結局令人滿意，豹女被描繪成創傷的受害者，傳達的信息是沒有什麼能壓倒“友誼、愛情和紮實的故事講述的集體力量”。PinkNews稱最終季為“充滿了巨大的酷兒能量”，而數碼間諜說阿多拉和豹女之間的親吻將永遠改變電視發展。Autostraddle的三位評論員稱最後一季是“字面上完美的電視劇季”。《洛杉磯時報》的特雷西·布朗 (英語：Tracy Brown)說，該節目讓所有孩子，尤其是那些同性戀者，意識到“誠實地表達自己的感受可以讓他們成為英雄，這是既重要又令人興奮。”Tor.com上的埃米特·阿舍-佩林 (英語：Emmet Asher-Perrin)在他們的評論中認為，豹女有一種自卑感，就像漫威電影宇宙電影中的洛基和目前超時空奇俠系列中的大師 (超時空奇俠)。《洛杉磯時報》的A.H. 星林 (英語：A.H. Starlyng)說該劇的最後一季是全劇中最好的，包括豹女的救贖故事線，阿多拉試圖幫助豹女成為一個更好的人。

### 獎項及提名
| 年份 | 獎項                   | 類別                            | 提名者                                                                                           | 結果 | Ref.           |
| ---- | ---------------------- | ------------------------------- | ------------------------------------------------------------------------------------------------ | ---- | -------------- |
| 2019 | 日間時段艾美獎         | 動畫系列或特別節目的傑出選角    | 《神娃之伊莎莉亞戰記》                                                                           | 提名 | [ 90 ]         |
| 2019 | GLAAD媒體獎            | 傑出兒童與家庭節目              | 《神娃之伊莎莉亞戰記》                                                                           | 提名 | [ 91 ]         |
| 2019 | 金拖車獎               | 最佳動畫/家庭電視節目           | 《神娃之伊莎莉亞戰記》                                                                           | 提名 | [ 92 ]         |
| 2020 | 第47屆安妮獎           | 最佳音樂 - 電視/媒體            | 蘇納·韋爾梅傑("野獸島")                                                                          | 提名 | [ 93 ]         |
| 2020 | 評論家選擇電視獎       | 評論家選擇電視獎最佳動畫系列獎  | 《神娃之伊莎莉亞戰記》                                                                           | 提名 | [ 94 ]         |
| 2020 | 美國選角協會           | 電視 - 動畫                     | 阿尼亞·奧黑爾                                                                                    | 提名 | [ 95 ]         |
| 2020 | GLAAD媒體獎            | 傑出兒童與家庭節目              | 《神娃之伊莎莉亞戰記》                                                                           | 提名 | [ 96 ]         |
| 2020 | 日間時段艾美獎         | 傑出的日間促銷公告 - 網路或計劃 | 《神娃之伊莎莉亞戰記》                                                                           | 獲獎 | [ 97 ]         |
| 2020 | Autostraddle同志艾美獎 | 傑出動畫系列                    | 《神娃之伊莎莉亞戰記》                                                                           | 獲獎 | [ 98 ]         |
| 2020 | Autostraddle同志艾美獎 | 最佳LGBTQ+主題電視劇集集數      | 〈伊莎莉亞之心 (第二部)〉                                                                        | 提名 | [ 98 ]         |
| 2020 | Autostraddle同志艾美獎 | 粉絲最愛情侶擋                  | 阿多拉和豹女                                                                                     | 獲獎 | [ 98 ]         |
| 2021 | GLAAD媒體獎            | 傑出兒童與家庭節目              | 《神娃之伊莎莉亞戰記》                                                                           | 獲獎 | [ 99 ] [ 100 ] |
| 2021 | 有色人種進步協會形象獎 | 動畫系列或特別節目的傑出選角    | 《神娃之伊莎莉亞戰記》                                                                           | 提名 | [ 101 ]        |
| 2021 | 安妮獎                 | 最佳電視/媒體 - 兒童            | 〈伊莎莉亞之心 (第二部)〉                                                                        | 提名 | [ 102 ]        |
| 2021 | 安妮獎                 | 最佳劇本 - 電視/媒體            | "ND·史蒂文森 (〈伊莎莉亞之心 (第二部)〉)"                                                        | 提名 | [ 102 ]        |
| 2021 | 雨果獎                 | 最佳短篇戲劇表現獎              | "〈伊莎莉亞之心 (第一及第二部)〉" (由喬西·坎貝爾和ND·史蒂文森撰寫；由珍·貝內特和琪琪·曼里克執導) | 提名 | [ 103 ]        |

### 傳奇和影響
在2020年5月交談中，史蒂文森說，他希望神娃繼續鋪開道路，並表示他希望在節目沒有暫停的情況下更容易刻畫“在整個節目中持續性的浪漫和關係”。2020年7月21日，在一份《紐約時報》的簡介中，氣候積極分子傑米·馬戈林說，她在三天的時間裡看了各個五個劇季，在面談中說道，“我討厭現實世界。我想住在伊莎莉亞”。
學者用不同的觀點帶出這個系列。保羅·托馬斯 (英語：Paul Thomas)認為該系列是單染色並部署這一點，同時“衡量對英雄性別和性取向的規範理解”，並為那些想恢復約瑟夫·坎伯那套“越來越奇怪，女權主義者和交叉世界”單一神話的作家提供一個例子。戴安娜·布爾戈斯 (英語：Diana Burgos)認為該系列，就像《降世神通：柯拉傳奇》及《美少女戰士》，為因其性別和性行為的編碼系統毒害了他們的敘述能力的觀眾提供了路線圖。布爾戈斯進一步指出，這三個系列敦促觀眾在“我們集體無意識和社交網絡的有限數字空間”中宣稱他們的能動性。其他人指出，該系列證明LGBTQ表示“不一定是直接或在人們眼前刻畫出來”，並且該系列是一個在流媒體中“酷兒連續性”的體現。

## 備註
1. ↑  Bustle定義緩慢燃燒愛情為一部“浪漫小說，重點關注角色驅動的愛情故事，其中這種關係需要一些時間才能發展”，這同樣適用於動畫。

## 外部連結
- DreamWorksTV 官方網站 （页面存档备份，存于）
- Netflix 官方網站 （页面存档备份，存于）
- 互联网电影数据库（IMDb）上《神娃之伊莎莉亞戰記》的资料（英文）